# Iphimoides
Iphimoides là một chi bọ cánh cứng trong họ Chrysomelidae.
Chi này được miêu tả khoa học năm 1883 bởi Jacoby.

## Các loài
Các loài trong chi này gồm:
- Iphimoides fabianae Zoia, 2004
- Iphimoides fulvus Medvedev, 2004